# Johann Philipp Kahler

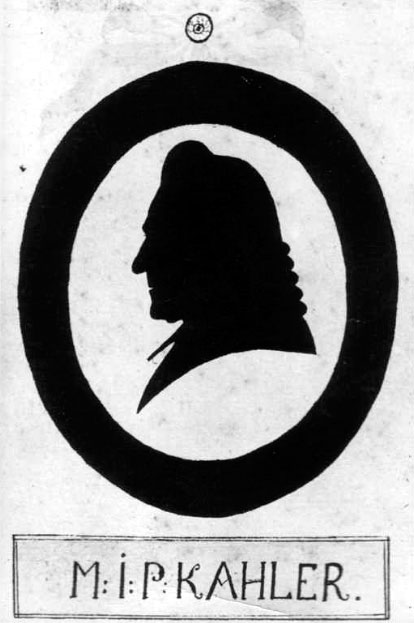
Johann Philipp Kahler

Johann Philipp Kahler (* 9. Juni 1726 in Rinteln; † 13. Oktober 1792 in Grove) war ein deutscher evangelischer Theologe.

## Leben
Johann Philipp war der Sohn des Theologieprofessors Wigand Kahler. Er begann am 28. September 1742 an der Universität Rinteln ein Studium der philosophischen und theologischen Wissenschaften. Nachdem er sich in Rinteln am 28. März 1747 den akademischen Grad eines Magisters der Philosophie erworben hatte, setzte er am 19. April 1747 an der Universität Jena seine Studien fort. 1748 kehrte er an die Ernestina nach Rinteln zurück und hielt an der dortigen Hochschule philosophische und mathematische Vorlesungen. Nachdem er Mitglied der deutschen Gesellschaft in Göttingen geworden war, ernannte man ihn am 12. Dezember 1749 zum kaiserlich gekrönten Poeten in Göttingen und er wurde am 20. Dezember desselben Jahres Rektor der Ratsschule in Rinteln. In Rinteln gründete er 1750 die deutsche Gesellschaft und übernahm am 17. Februar 1754 eine Stelle als Pfarrer in Grove-Rodenberg. 1754 sollte er Rektor des Gymnasiums in Hameln und 1768 Professor der Theologie an der Universität Rinteln werden, welche Berufungen er jedoch ablehnte.

## Familie
Kahler verheiratete sich am 20. Januar 1757 mit Anna Louise Beisner (* 3. August 1736 in Hessisch Oldendorf; † 4. Juli 1814 in Sachsenhagen), der Tochter des Kaufmanns in Hessisch Oldendorf Johann Wilhelm Beisner (* 17. September 1695 in Oldendorf; † Mai 1744 ebenda) und dessen Frau Anna Sophie Regine Floto (* 24. Juni 1716 in Linse/Weser; † 2. Oktober 1783 in Oldendorf). Aus der Ehe stammen Kinder. Von diesen kennt man:
- Conrad Philipp Wilhelm Kahler (* 26. Oktober 1757 in Hessisch Oldendorf; † 5. März 1827 in Wagenfeld), 1782 Pfarrer Wagenfeld, verheiratet I am 2. Oktober 1782 mit Christine Auguste Bornemann (* Barenholz; † 20. Juli 1793 in Wagenfeld), verheiratet II. 3. Juli 1798 mit Wilhelmine Charlotte Luise Jakobi (* 19. Juli 1782 in Auberg; † 3. April 1852)
- Dorothea Louise Kahler (* 17. Februar 1760 in Grove; † 10. Januar 1833 in Deckbergen) verh. 2. Oktober 1792 mit dem Pfarrer in Deckbergen Engelhard Meine (* 31. Januar 1761 in Rinteln; † 5. Juni 1834 in Deckbergen). Sie ist die Ur-ur-ur-großmutter von Silvia von Schweden durch die Heirat ihrer Tochter Marie Philippine Meine (* 13. März 1800 in Deckbergen; † 2. Juli 1874 in Apelern) am 16. Februar 1832 in Deckbergen mit dem Pastor Johann Heinrich Philipp Sommerlath (12. März 1800 in Rinteln; † 7. März 1884 in Apelern)[1]
- Gottfried Ludolf Kahler (* 10. September 1764 in Grove; † 17. November 1764 ebenda)
- Johannes Kahler (* 18. Oktober 1765 in Grove; † 22. September 1856 in Rodenberg), Dr. theol., Pfarrer Sachsenhagen, verheiratet am 2. Dezember 1801 mit Sophie Regine Koch (* 10. Oktober 1782 in Rodenberg; † 4. Juli 1841 in Rodenberg)
- Georg Heinrich Kahler (* & † 11. Januar 1768 in Grove)
- Gottlieb Christian Kahler (* 18. Dezember 1768 in Grove; † 16. August 1826 in Segelhorst), 1799 Rektor Obernkirchen; 1806 Rektor Rinteln, 1810 Pfarrer Petershagen, 1814 Pfarrer Segelhorst, verheiratet 24. Mai 1810 in Rinteln mit Hedwig Ernestine Caroline Beck (* 3. Oktober 1779 in Karlshafen/Weser; † 30. März 1867 in Rinteln)
- Sophie Regine Kahler (* 9. November 1770 in Grove; † 26. Juli 1834 in Hameln) verheiratet I. am 20. Oktober 1796 in Hameln mit Ludwig Wilhelm Bödeker, verheiratet II. am 6. Dezember 1802 in Hameln mit Christian Friedrich Becker
- Georg Heinrich Kahler (* 31. Juli 1773 in Grove; † 17. August 1858 in Hamburg) Apotheker, verheiratet I 14. Mai 1807 in Hamburg mit Juliane Henriette Jacobsen (* 27. Oktober 1788 in Hamburg; † 10. März 1810 ebenda), verheiratet II 29. Januar 1811 in Hamburg mit Anna Elisabeth Schulz (* 29. Januar 1793 in Hamburg; † 8. April 1818 ebenda)
- Karl Ludwig Kahler (* 31. März 1776 in Grove; † 30. Dezember 1833 in Vlotho), Pfarrer  verheiratet
- Johann Arnold Kahler (* 26. August 1778 in Grove; † 29. Oktober 1802 ebenda)
- Johanne Philippine Luise Kahler (* 14. August 1781 in Grove; † 9. Dezember 1870) verheiratet 27. Dezember 1815 in Altona mit dem Kaufmann in Altona Peter Hermann Rings (* 13. April 1787; † 30. Oktober 1868 in Altona)
- Sohn NN. Kahler (* & † 14. September 1784 in Grove, Totgeburt)
- Friedrich Engelhard Kahler (* 23. Mai 1792 in Grove; † 4. März 1802 in Hameln)

## Werke
- Diss. saecularis sistens syncrisin Habelis atque Lutheri. Rinteln 1746 (Präsens: Konrad Friedrich Ernst Bierling, Online)
- Diss. inaug de immortalitate animarum infantum ex natura sua deducta, Cowardo nec non Dodwello opposita. Rinteln 1747, erschien ebenda 1748 unter dem Titel Commentatio De Immortalitate Animarum Infantum. (Online)
- Carmen de honore poëtae laureati. Rinteln 1749
- Sendschreiben, worinn die Verdienste der königl. Teutschen Gesellschaft in Göttingen um die Beredsamkeit entworfen. Rinteln 1749
- Einladungsschrift der Teutschen Gesellschaft in Rinteln zu der Feyer des Geburtstages Landgr. Friedrich's zu Hessen. Rinteln 1752
- Rede an dem Geburtsfeste des Landgrafen Wilhelm des 8ten zu Hessen. Rinteln 1752
- Betrachtung des Göttlichen in der Dichtkunst der Alten, in einer Rede zum Geburtstage Wilhelm des 8ten, Landgr. zu Hessen. Rinteln 1753
- Die Weisheit Gottes bey der frühzeitigen Trennung sich herzlich liebender Ehegatten, eine Trauerrede. Stadthagen 1771

## Weblink
- Johann Philipp Kahler in der Deutschen Digitalen Bibliothek